# Strasbourg WCT
Il Strasbourg WCT è stato un torneo di tennis facente parte del World Championship Tennis giocato nel 1982, dal 15 al 21 marzo, a Strasburgo in Francia su campi in sintetico indoor.

## Albo d'oro

### Singolare
| Anno | Vincitore  | Finalista   | Punteggio     |
| ---- | ---------- | ----------- | ------------- |
| 1982 | Ivan Lendl | Tim Mayotte | 6–0, 7–5, 6–1 |

### Doppio
| Anno | Vincitori                      | Finalisti                        | Punteggio |
| ---- | ------------------------------ | -------------------------------- | --------- |
| 1982 | Wojciech Fibak John Fitzgerald | Sandy Mayer Frew Donald McMillan | 6–4, 6–3  |